# Luísa Barbosa
Luísa Barbosa (Ferreira do Alentejo, Ferreira do Alentejo, 16 de Maio de 1923 – Setúbal, 21 de Agosto de 2003) foi uma actriz portuguesa.

## Biografia
Viveu em França durante alguns anos. Regressou a Portugal apenas depois da revolução do 25 de abril de 1974. Estreou-se no teatro na companhia independente A Centelha, de Viseu, com a peça As Mãos Metidas na Terra, onde foi descoberta pelo ator Carlos César do Teatro Animação de Setúbal.
Em 1979 vai viver para Lisboa e depois de vários trabalhos é convidada para o Teatro Animação de Setúbal.
A estreia em televisão, meio que a tornou conhecida do grande público, ocorreu em 1982, na primeira telenovela produzida em Portugal, Vila Faia. Nicolau Breyner conheceu-a num bar que ela e o marido tinham no Parque Mayer e convidou-a para um "casting" porque achava-lhe piada e estava sempre a contar histórias engraçadas. 
Participou logo a seguir na série Gente Fina é Outra Coisa, seguindo-se outros trabalhos como Queridas e Maduras, As Lições do Tonecas, Bom Baião ou Passerelle.
Luísa Barbosa entrou também em alguns filmes, como O Vestido Cor de Fogo (1986), Camarate (2000), Jaime (1999), Zona J (1998) e Pesadelo Cor-de-Rosa.
Faleceu a 21 de agosto de 2003, em Setúbal, aos 80 anos, vítima de cancro. As cinzas da actriz foram depositadas no Talhão dos Artistas do Cemitério dos Prazeres, em Lisboa.

## Televisão
- Vila Faia RTP 1982
- Gente Fina É Outra Coisa -  RTP 1982
- Chuva na Areia RTP 1985
- O Anel Mágico RTP 1986
- Cacau da Ribeira RTP 1987
- Palavras Cruzadas RTP 1987
- Passerelle RTP 1988
- Pisca Pisca RTP 1989
- O Posto RTP 1990
- A Banqueira do Povo RTP 1993
- Cupido Electrónico RTP 1993
- Nico D'Obra RTP 1993
- A Mulher do Senhor Ministro RTP 1994
- Os Andrades RTP 1994
- Desencontros RTP 1995
- Queridas e Maduras RTP 1995
- Nós os Ricos RTP 1997
- Médico de Família SIC 1998
- Esquadra de Polícia RTP 1999
- O Meu, o Teu e o Nosso RTP 1999
- Elsa, Uma Mulher Assim RTP 2001
- Bastidores 2001
- Os Malucos do Riso SIC 2003

## Cinema
- Chá Forte com Limão (1993)